# Třída Taijó
Třída Taijó byla třída eskortních letadlových lodí japonského císařského námořnictva z období druhé světové války. Byly to první postavené japonské eskortní letadlové lodě. Plavidla vznikla přestavbou pasažérských lodí. Vznikly celkem tři jednotky této třídy. Ve službě byly v letech 1941–1944. Všechny byly ve válce potopeny americkými ponorkami.

## Stavba
Pro přestavbu na eskortní letadlové lodě byly využity tři pasažérské lodě postavené v letech 1938–1940 loděnicí Mitsubishi v Nagasaki. Nedokončenou Kasuga Maru přestavěla loděnice v Sasebo. Roku 1940 dokončená plavidla Yawata Maru a Nitta Maru byla zrekvírována a přestavěna loděnicí v Kure. Přestavěná plavidla byla do služby přijata v letech 1941–1942.
Jednotky třídy Taijó:
| Jméno                  | Loděnice | Založení kýlu | Spuštěna    | Vstup do služby | Poznámka |
| ---------------------- | -------- | ------------- | ----------- | --------------- | --- |
| Taijó (ex Kasuga Maru) | Sasebo   | leden 1940    | září 1940   | 15. září 1941   | Dne 18. srpna 1944 byla poblíž Luzonu potopena americkou ponorkou USS Barb (SS-220).                                                            |
| Unjó (ex Yawata Maru)  | Kure     | prosince 1938 | říjen 1939  | červenec 1940   | Po přestavbě přijata do služby 31. května 1942. Dne 16. září 1944 byla v Jihočínském moři potopena americkou ponorkou USS Rasher (SS-269).      |
| Čújó (ex Nitta Maru)   | Kure     | květen 1938   | květen 1939 | březen 1940     | Po přestavbě přijata do služby 25. listopadu 1942. Dne 4. prosince 1943 byla poblíž Jokosuky potopena americkou ponorkou USS Sailfish (SS-192). |

## Konstrukce

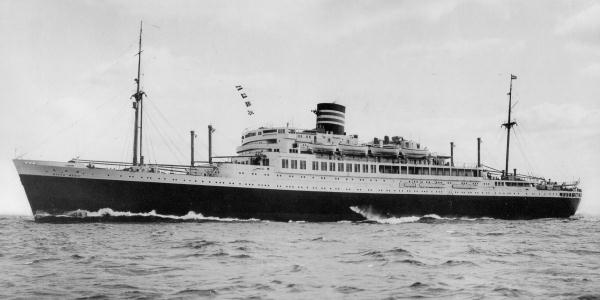
Nitta Maru byla přestavěna na letadlovou loď Čújó

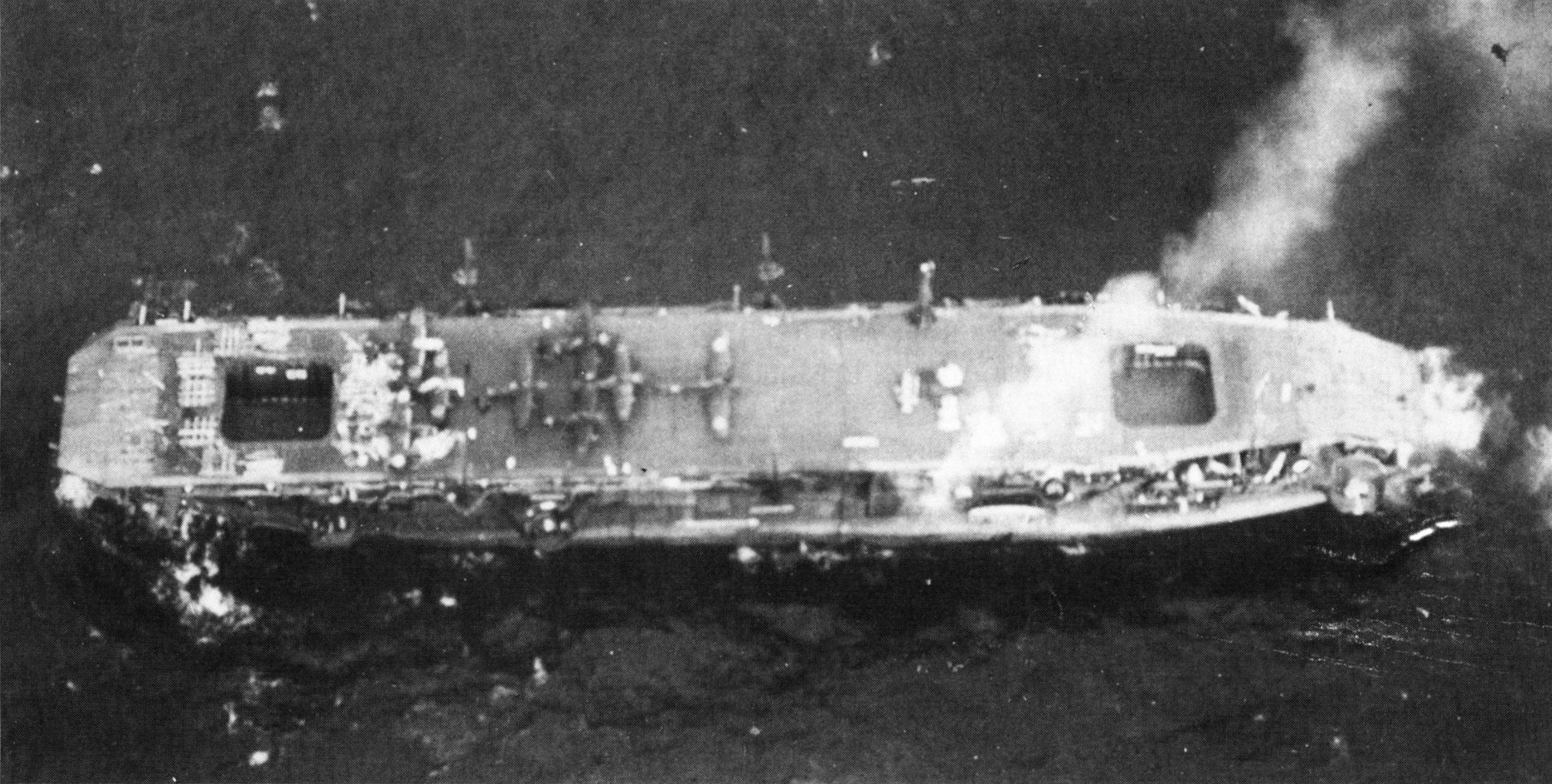
Unjó v roce 1943

Eskortní letadlové lodě měly hladkopalubové uspořádání a zjednodušenou konstrukci. Letová paluba byla s hangárem spojena dvěma výtahy. Neseno byla až 27 letadel (30 v případě Unjó a Čújó). Taijó po dokončení nesla šest 120mm kanónů typu 10. roku, čtyři 25mm kanóny typu 96 a dva spouštěče hlubinných pum (Unjó a Čújó měly jako hlavní výzbroj čtyři 127mm kanóny typu 89). Pohonný systém tvořily čtyři kotle a dvě parní turbíny Mitsubishi o výkonu 25 200 hp, pohánějící dva lodní šrouby. Nejvyšší rychlost dosahovala 21 uzlů. Dosah byl 6500 námořních mil při rychlosti 18 uzlů.